# Aletes (syn Ajgistosa)
Aletes – w mitologii greckiej król Myken.
Był synem Ajgistosa i Klitajmnestry, żony Agamemnona. Był bratem Erigone i przyrodnim bratem Elektry i Orestesa. Jego rodzice zostali zabici przez Orestesa i Elektrę w zemście za zabicie ich ojca Agamemnona. Królem Myken został Orestes, ale według niektórych wersji mitu, kiedy przebywał w Taurydzie, Aletes przejął tron Myken. Kiedy Orestes powrócił, zabił Aletesa i odzyskał tron.